# Îles du Désappointement
Îles du Désappointement (Engels: Disappointment Islands) zijn een subgroep van de Tuamotu archipel in Frans-Polynesië. De eilanden liggen ten noordoosten van de andere eilanden van de Tuamotu.
De Îles du Désappointement bestaan uit de atol Napuka en het eiland Noord-Tepoto. Puka-Puka, 300 km ten zuidoosten wordt soms ook tot de Îles du Désappointement genomen.
Bestuurlijk gezien behoort Noord-Tepoto tot het district Napuka, het eiland Puka-Puka is een district op zichzelf.

## Geschiedenis
De westelijke Îles du Désappointement, Noord-Tepoto en Napuka, werden gekoloniseerd door reizigers van de naburige Tuamotu, maar Puka-Puka werd gekoloniseerd door bewoners van de Marquesaseilanden, enkele honderden kilometers ten noordoosten. Er wordt gezegd dat de eilanden hun naam (in het Nederlands Eilanden van de teleurstelling), gekregen hebben door Ferdinand Magellan, die op de eilanden geen drinkbaar water kon vinden voor zijn schepen die op weg waren naar de Filipijnen.
Maar de eerste Europese vermelding van Napuka, werd gedaan door de Britse ontdekker John Byron in 1765. Hij noemde de eilanden Napuka en Noord-Tepoto Disappointment Islands, omdat de inboorlingen vijandig waren. De eilanden werden ook bezocht door de United States Exploring Expedition in 1839.

## Geografie en demografie
De Îles du Désappointement zijn amper bevolkt, en de meerderheid van de bevolking is Polynesisch.
| Atol/eiland  | Belangrijkste dorp | Inwoners (2002) | Oppervlakte |
| ------------ | ------------------ | --------------- | ----------- |
| Noord-Tepoto | Tehekega           | 54              | 4 km²       |
| Napuka       | Tepukamaruia       | 257             | 1 km²       |
| Puka Puka    | Te One Mahina      | 197             | 1 km²       |
| Totaal       | geen               | 508             | 10 km²      |

Tepoto Nord · Napuka · Puka Puka